# 赫雷博卡區

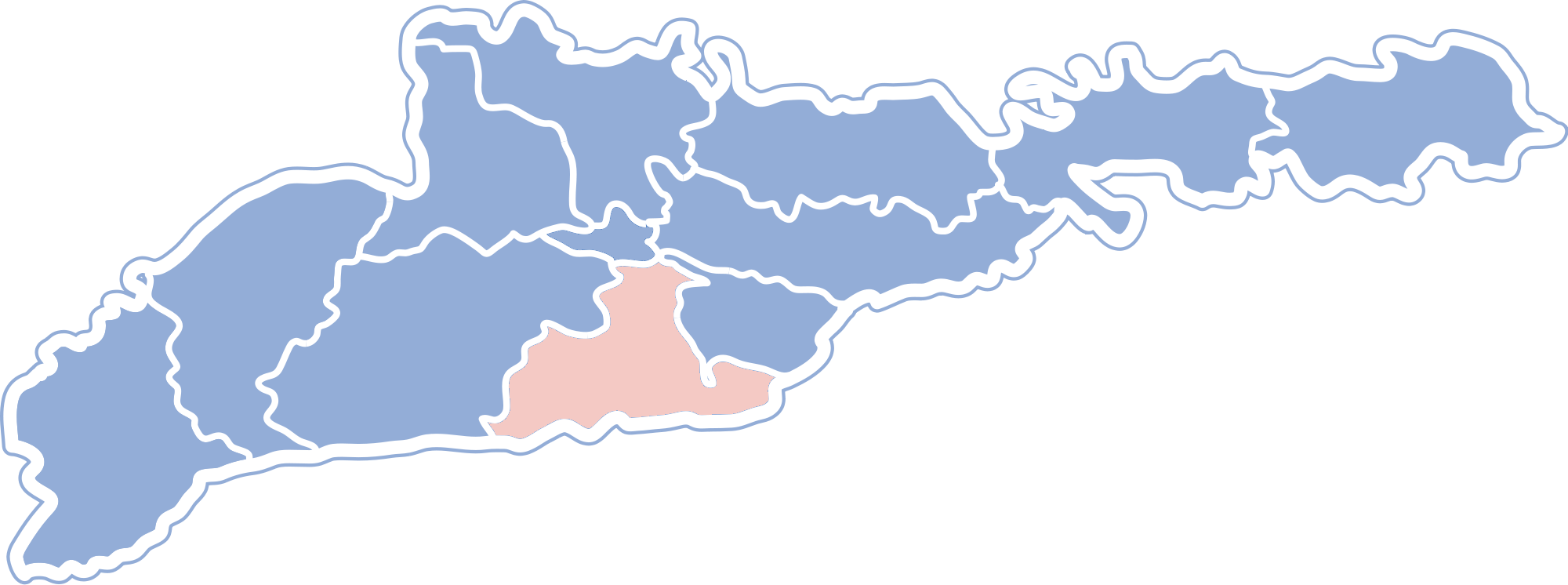
赫雷博卡區在切爾諾夫策州的位置

赫雷博卡區（烏克蘭語：Глибоцький район）是位於烏克蘭西南部切爾諾夫策州的舊區，原行政中心为赫雷博卡，2020年烏克蘭行政區劃改革後被撤銷，併入切尔诺夫策区。該區面積673.2平方公里，2015年人口73,992，人口密度每平方公里109.9人。